# Beninská vlajka

Beninská vlajka
Poměr stran: 2:3

Vlajka Beninu je  tvořena  listem o poměru stran 2:3 s dvěma vodorovnými pruhy – žlutým a červeným, se zeleným pruhem v žerďové části.
Jedná se o tradiční panafrické barvy. Zelená zde symbolizuje naději, žlutá symbolizuje blahobyt a červená barva odvahu.

Rozměry beninské vlajky

## Historie
Současná podoba byla přijata v roce 1959 a znovu se užívá od 1. dubna 1990. Mezi lety 1975–1990, kdy v zemi panoval marxistický režim, tvořil vlajku zelený list s rudou pěticípou hvězdou v horním rohu.

Dahomeyská vlajka (za?) krále Gheza (1818–1858) Poměr stran: 2:3
Beninská vlajka (1975–1990) Poměr stran: 2:3